# Fluoruro de aluminio(I)
El monofluoruro de aluminio o fluoruro de aluminio(I) es un haluro metálico tóxico que se encuentra en forma gaseosa en condiciones normales.  Su fórmula molecular es AlF.
Esta molécula ha sido detectada en el espacio interestelar.